# Giōrgos Manousos
Giōrgos Manousos (in greco Γιώργος Μανούσος; Mitilene, 3 dicembre 1987) è un calciatore greco, attaccante dell'Aetos Loutron.

## Carriera
Ha giocato nella prima divisione greca.